# Weikendorf
Weikendorf är en ort och kommun  i Österrike. Den ligger i distriktet Gänserndorf i förbundslandet Niederösterreich, 34 km nordost om huvudstaden Wien.
Kommunen består av fyra orter (Ortschaften) (inom parentes invånarantal 1 januari 2024):
- Dörfles (246)
- Stripfing (351)
- Tallesbrunn (325)
- Weikendorf (1 140)